# Amleto Lacerenza
Amleto Lacerenza, conosciuto sotto lo pseudonimo di Grupyn (San Severo, 13 giugno 1910 – Roma, 16 febbraio 1972), è stato un compositore, direttore d'orchestra e militare italiano.
È stato il primo Maestro Direttore della Banda Musicale dell'Esercito Italiano e nel 2012 a Roma è stato a lui intitolato l'auditorium della Banda Musicale dell'Esercito, situato presso la Città Militare della Cecchignola.

## Biografia
Nato a San Severo il 13 giugno 1910 in una famiglia di musicisti, era il figlio maggiore del compositore, direttore d'orchestra e trombettista Giacomo Lacerenza (1885-1952). Anche i suoi fratelli minori Rosario (1917-1999) e Michele (1922-1989) sono stati famosi musicisti e compositori. Ha ricevuto proprio dal padre i primi insegnamenti di musica, suonando flauto e ottavino presso la Banda Municipale di Taranto, e in altre della Puglia.
Si trasferisce da Roma per studiare composizione e direzione d'orchestra, strumentazione per banda, musica corale e flauto presso l'Accademia Nazionale di Santa Cecilia dove frequenta anche altri musicisti, tra cui Edoardo Cavallini, Alfredo Palombi, Cesare Dobici, Goffredo Petrassi e Bonaventura Somma.
Nel 1930, appena ventenne, si arruola presso la Scuola di Pubblica Sicurezza di Roma per suonare nella Banda del Corpo. Nel 1942 riceve la nomina di Sottotenente Maestro Direttore di banda militare e viene assegnato al Corpo d'Armata del presidio di Cagliari. Qui rimane fino al 1948, anno in cui avvenne la soppressione del ruolo dei maestri di banda presidiaria.
Al termine della secondo conflitto si sposta a Manduria, per dirigere la banda cittadina.
Dal 1964 è stato il primo direttore della Banda musicale dell'Esercito Italiano, ruolo che ha ricoperto fino al 1972.
È morto a Roma il 16 febbraio 1972 ed è sepolto nel Cimitero del Verano.

## Composizioni
È conosciuto in ambiente musicale soprattutto per le molteplici trascrizioni per banda come quella della marcia Principe Eugenio e per le sue marce militari come 2 Giugno, L'impavida, Senza pensieri, Ardimento, Vittorio Veneto, Parata e Fanteria che fu anche Marcia d'Ordinanza dell'Esercito Italiano. Compose anche numerose marce brillanti, caratteristiche, sinfoniche e concertini per orchestra di fiati, le più famose delle quali sono:
- Checchina (marcia brillante)
- I Lancieri del Bengala (marcia caratteristica)
- Gabbacompagno (marcia sinfonica)
- Forlì (marcia sinfonica)
- Meridione (marcia sinfonica)
- Romantica Manduria (marcia sinfonica)
- Santa Cecilia (intermezzo sinfonico)
- Il Canarino (concertino per ottavino)
- Il briccone (concertino)
- Mariolino (concertino)
- O pazzariello (concertino)
- Pic-nic (concertino)
- 2 Novembre (marcia funebre)

## Pubblicazioni
- Struttura organica e tecnica della banda musicale e aggiornamento dei programmi tradizionali e moderni, 1964.